# The Eminem Show
The Eminem Show là album phòng thu thứ tư của rapper người Mỹ Eminem, phát hành vào ngày 26 tháng 5 năm 2002 bởi Aftermath Entertainment, Shady Records và Interscope Records. Được lấy cảm hứng từ bộ phim năm 1998 The Truman Show, album kết hợp phong cách âm nhạc rap rock nhiều hơn những đĩa nhạc trước của Eminem, trong đó nội dung ca từ chủ yếu lấy cảm hứng từ sự nổi tiếng của nam rapper trong văn hóa hip hop, cũng như những suy nghĩ mơ hồ của anh về danh tiếng. Ngoài ra, The Eminem Show còn đề cập đến nền chính trị lúc bấy giờ tại Hoa Kỳ, bao gồm những trích dẫn về sự kiện 11 tháng 9, Osama bin Laden, chiến tranh chống khủng bố, Tổng thống George W. Bush, Lynne Cheney và Tipper Gore. Do cách tiếp cận ít mang tính châm biếm và gây sốc hơn, đây được coi là một trong những album cá nhân nhất của Eminem và là một bước lùi so với bản ngã Slim Shady. Nam rapper tự sản xuất hầu hết đĩa nhạc, bên cạnh sự tham gia đồng sản xuất từ những cộng sự quen thuộc của anh như Dr. Dre, Jeff Bass, và Mr. Porter. Album cũng có sự tham gia góp giọng của Obie Trice, D12, Dr. Dre, Nate Dogg, Dina Rae và con gái của anh Hailie Jade.
Sau khi phát hành, The Eminem Show nhận được những phản ứng tích cực từ các nhà phê bình âm nhạc, trong đó họ đánh giá cao lời bài hát trưởng thành, hướng nội của Eminem và khâu sản xuất đậm tính thử nghiệm của album. Đĩa nhạc ban đầu được lên lịch phát hành vào ngày 4 tháng 6 năm 2002 nhưng bị rò rỉ trực tuyến và sao chép lậu khiến kế hoạch ra mắt phải thay đổi sớm hơn dự kiến. Tuy nhiên, The Eminem Show vẫn đạt được những thành tích ngoài sức tưởng tượng về mặt thương mại khi thống trị các bảng xếp hạng tại hơn 19 quốc gia, bao gồm Úc, Áo, Canada, Hà Lan, Phần Lan, Đức, Ireland, Ý, New Zealand, Na Uy, Thụy Điển, Thụy Sĩ và Vương quốc Anh, cũng như lọt vào top 5 ở tất cả những thị trường còn lại. Đĩa nhạc ra mắt ở vị trí số một trên bảng xếp hạng Billboard 200 với 284,000 bản, đánh dấu album quán quân thứ hai của Eminem tại Hoa Kỳ và là lần đầu tiên một album đứng đầu chỉ sau một ngày bán ra. The Eminem Show bán được hơn 1.3 triệu bản trong tuần thứ hai sau khi ghi nhận doanh số trong một tuần đầy đủ, trước khi được chứng nhận đĩa Kim cương bởi Hiệp hội Công nghiệp Ghi âm Hoa Kỳ (RIAA).
Năm đĩa đơn đã được phát hành từ album. "Without Me" được chọn làm đĩa đơn mở đường và đạt ngôi vị đầu bảng tại hơn 15 quốc gia, đồng thời đạt vị trí thứ hai trên bảng xếp hạng Billboard Hot 100 tại Hoa Kỳ và được đề cử giải Grammy ở hạng mục Thu âm của năm, Trình diễn solo rap nam xuất sắc nhất và chiến thắng giải Video ca nhạc hình thái ngắn xuất sắc nhất. Những đĩa đơn còn lại như "Cleanin' Out My Closet", "Superman", "Sing for the Moment" và "Business" đều vươn đến top 10 ở nhiều thị trường nổi bật. Để quảng bá cho đĩa nhạc, nam rapper trình diễn trên một số chương trình truyền hình và lễ trao giải lớn, như Saturday Night Live, giải Video âm nhạc của MTV năm 2002 và giải thưởng Âm nhạc MTV Châu Âu năm 2002, cũng như trong chuyến lưu diễn Anger Management Tour. Trong những năm tiếp theo, The Eminem Show đã gặt hái nhiều giải thưởng và đề cử tại những lễ trao giải lớn, bao gồm chiến thắng giải Grammy ở hạng mục Album rap xuất sắc nhất tại lễ trao giải thường niên lần thứ 45, bên cạnh đề cử cho Album của năm. Đĩa nhạc đã bán được hơn 27 triệu bản trên toàn cầu, trở thành một trong những album bán chạy nhất mọi thời đại.

## Danh sách bài hát
| The Eminem Show – Phiên bản tiêu chuẩn | The Eminem Show – Phiên bản tiêu chuẩn          | The Eminem Show – Phiên bản tiêu chuẩn                                                 | The Eminem Show – Phiên bản tiêu chuẩn | The Eminem Show – Phiên bản tiêu chuẩn |
| STT                                    | Nhan đề                                         | Sáng tác                                                                               | Sản xuất                               | Thời lượng                             |
| -------------------------------------- | ----------------------------------------------- | -------------------------------------------------------------------------------------- | -------------------------------------- | -------------------------------------- |
| 1.                                     | "Curtains Up (Skit)"                            | Marshall Mathers                                                                       | Eminem                                 | 0:30                                   |
| 2.                                     | "White America"                                 | Mathers Jeff Bass Luis Resto Steve King Kevin Bell                                     | Eminem Jeff Bass Luis Resto [a]        | 5:24                                   |
| 3.                                     | "Business"                                      | Mathers Andre Young Theron Feemster Mike Elizondo                                      | Dr. Dre                                | 4:11                                   |
| 4.                                     | "Cleanin' Out My Closet"                        | Mathers Bass                                                                           | Eminem Bass                            | 4:57                                   |
| 5.                                     | "Square Dance"                                  | Mathers Bass Resto                                                                     | Eminem Bass [a]                        | 5:23                                   |
| 6.                                     | "The Kiss (Skit)"                               | Mathers Bass                                                                           | Eminem                                 | 1:15                                   |
| 7.                                     | "Soldier"                                       | Mathers Resto King Bell Bass Elizondo                                                  | Eminem                                 | 3:46                                   |
| 8.                                     | "Say Goodbye Hollywood"                         | Mathers Elizondo Resto                                                                 | Eminem                                 | 4:32                                   |
| 9.                                     | "Drips" (hợp tác với Obie Trice)                | Mathers Obie Trice Denaun Porter Bass                                                  | Eminem Bass                            | 4:45                                   |
| 10.                                    | "Without Me"                                    | Mathers Bass Malcolm McLaren Anne Dudley Trevor Horn Bell Urban Kris Shawn Baumgardner | Eminem Bass [a] DJ Head [b]            | 4:50                                   |
| 11.                                    | "Paul Rosenberg (Skit)"                         | Paul Rosenberg                                                                         | Eminem Dr. Dre                         | 0:22                                   |
| 12.                                    | "Sing for the Moment"                           | Mathers Bass Resto King Steven Tyler                                                   | Eminem Bass [a]                        | 5:39                                   |
| 13.                                    | "Superman" (hợp tác với Dina Rae)               | Mathers Bass King                                                                      | Eminem Bass [b]                        | 5:50                                   |
| 14.                                    | "Hailie's Song"                                 | Mathers Resto                                                                          | Eminem                                 | 5:20                                   |
| 15.                                    | "Steve Berman (Skit)"                           | Mathers Steve Berman                                                                   | Dr. Dre                                | 0:33                                   |
| 16.                                    | "When the Music Stops" (hợp tác với D12)        | Mathers Ondre Moore Denaun Porter Von Carlisle DeShaun Holton Rufus Johnson Feemster   | Eminem Mr. Porter [a]                  | 4:29                                   |
| 17.                                    | "Say What You Say" (hợp tác với Dr. Dre)        | Mathers Feemster Elizondo                                                              | Dr. Dre                                | 5:09                                   |
| 18.                                    | "'Till I Collapse" (hợp tác với Nate Dogg)      | Mathers Nathaniel Hale Resto Brian May                                                 | Eminem                                 | 4:57                                   |
| 19.                                    | "My Dad's Gone Crazy" (hợp tác với Hailie Jade) | Mathers Young Feemster Elizondo                                                        | Dr. Dre                                | 4:27                                   |
| 20.                                    | "Curtains Close (Skit)"                         | Mathers                                                                                | Eminem                                 | 1:01                                   |
| Tổng thời lượng:                       | Tổng thời lượng:                                | Tổng thời lượng:                                                                       | Tổng thời lượng:                       | 77:19                                  |

| The Eminem Show – Phiên bản mở rộng (bản nhạc bổ sung) | The Eminem Show – Phiên bản mở rộng (bản nhạc bổ sung)                                | The Eminem Show – Phiên bản mở rộng (bản nhạc bổ sung)                             | The Eminem Show – Phiên bản mở rộng (bản nhạc bổ sung) | The Eminem Show – Phiên bản mở rộng (bản nhạc bổ sung) |
| STT                                                    | Nhan đề                                                                               | Sáng tác                                                                           | Sản xuất                                               | Thời lượng                                             |
| ------------------------------------------------------ | ------------------------------------------------------------------------------------- | ---------------------------------------------------------------------------------- | ------------------------------------------------------ | ------------------------------------------------------ |
| 21.                                                    | "Stimulate"                                                                           | Mathers Bass                                                                       | Eminem Bass                                            | 5:03                                                   |
| 22.                                                    | "The Conspiracy Freestyle"                                                            | Mathers Justin Henderson                                                           | J-Hen                                                  | 2:50                                                   |
| 23.                                                    | "Bump Heads" (hợp tác với Tony Yayo, Lloyd Banks và 50 Cent)                          | Mathers Marvin Bernard Christopher Lloyd Curtis Jackson                            | Eminem                                                 | 4:41                                                   |
| 24.                                                    | "Jimmy, Brian and Mike"                                                               | Mathers Young Elizondo Resto Ronnie DeVoe Ricky Bell Ralph Tresvant Michael Bivins | Dr. Dre Mike Elizondo Eminem [a]                       | 3:21                                                   |
| 25.                                                    | "Freestyle #1" (trực tiếp từ Tramps, New York / 1999)                                 | Mathers Rob Parissi Melissa Elliott Timothy Mosley                                 | Eminem                                                 | 1:17                                                   |
| 26.                                                    | "Brain Damage" (trực tiếp từ Tramps, New York / 1999)                                 | Mathers J. Bass Mark Bass                                                          | Eminem                                                 | 1:24                                                   |
| 27.                                                    | "Freestyle #2" (trực tiếp từ Tramps, New York / 1999)                                 | Mathers                                                                            | Eminem                                                 | 0:52                                                   |
| 28.                                                    | "Just Don't Give a Fuck" (trực tiếp từ Tramps, New York / 1999)                       | Mathers J. Bass M. Bass                                                            | Eminem                                                 | 3:15                                                   |
| 29.                                                    | "The Way I Am" (hợp tác với Proof) (trực tiếp từ Lễ hội Fuji, Nhật Bản / 2001)        | Mathers Holton                                                                     | Eminem                                                 | 3:43                                                   |
| 30.                                                    | "The Real Slim Shady" (hợp tác với Proof) (trực tiếp từ Lễ hội Fuji, Nhật Bản / 2001) | Mathers                                                                            | Eminem                                                 | 4:45                                                   |
| 31.                                                    | "Business" (không lời)                                                                |                                                                                    | Dr. Dre                                                | 4:11                                                   |
| 32.                                                    | "Cleanin' Out My Closet" (không lời)                                                  |                                                                                    | Eminem Bass                                            | 5:42                                                   |
| 33.                                                    | "Square Dance" (không lời)                                                            |                                                                                    | Eminem Bass                                            | 6:17                                                   |
| 34.                                                    | "Without Me" (không lời)                                                              |                                                                                    | Eminem Bass [a] DJ Head [b]                            | 4:48                                                   |
| 35.                                                    | "Sing for the Moment" (không lời)                                                     |                                                                                    | Eminem Bass                                            | 6:23                                                   |
| 36.                                                    | "Superman" (không lời)                                                                |                                                                                    | Eminem Bass                                            | 7:02                                                   |
| 37.                                                    | "Say What You Say" (không lời)                                                        |                                                                                    | Dr. Dre                                                | 5:06                                                   |
| 38.                                                    | "'Till I Collapse" (không lời)                                                        |                                                                                    | Eminem                                                 | 5:45                                                   |
| Tổng thời lượng:                                       | Tổng thời lượng:                                                                      | Tổng thời lượng:                                                                   | Tổng thời lượng:                                       | 71:19                                                  |

| The Eminem Show – Phiên bản đặc biệt (DVD kèm theo) | The Eminem Show – Phiên bản đặc biệt (DVD kèm theo) | The Eminem Show – Phiên bản đặc biệt (DVD kèm theo) | The Eminem Show – Phiên bản đặc biệt (DVD kèm theo) |
| STT                                                 | Nhan đề                                             | Nội dung                                            | Thời lượng                                          |
| --------------------------------------------------- | --------------------------------------------------- | --------------------------------------------------- | --------------------------------------------------- |
| 1.                                                  | "Brain Damage / Just Don't Give a Fuck"             | Trực tiếp tại Tramps, New York                      |                                                     |
| 2.                                                  | "Eminem's Life and New Album"                       | Phim ngắn                                           |                                                     |
| 3.                                                  | "Just Don't Give a Fuck"                            | Video ca nhạc                                       |                                                     |
| 4.                                                  | "Eminem: All Access Europe"                         | Xem trước                                           |                                                     |
| 5.                                                  | "Producing Tracks"                                  | Phim ngắn                                           |                                                     |
| 6.                                                  | "The Way I Am"                                      | Trực tiếp tại Lễ hội nhạc Rock Fuji                 |                                                     |
| 7.                                                  | "The Real Slim Shady"                               | Trực tiếp tại Lễ hội nhạc Rock Fuji                 |                                                     |
| 8.                                                  | "Thank You's"                                       | Phim ngắn                                           |                                                     |
| 9.                                                  | "8 Mile"                                            | Trailer                                             |                                                     |
| 10.                                                 | "Slimshank Redemption"                              | The Slim Shady Show Skit                            |                                                     |
| 11.                                                 | "New Victims"                                       | Featurette                                          |                                                     |

| The Eminem Show – Phiên bản tại Nhật Bản (DVD kèm theo) | The Eminem Show – Phiên bản tại Nhật Bản (DVD kèm theo) | The Eminem Show – Phiên bản tại Nhật Bản (DVD kèm theo) | The Eminem Show – Phiên bản tại Nhật Bản (DVD kèm theo) |
| STT                                                     | Nhan đề                                                 | Nội dung                                                | Thời lượng                                              |
| ------------------------------------------------------- | ------------------------------------------------------- | ------------------------------------------------------- | ------------------------------------------------------- |
| 1.                                                      | "Without Me"                                            | Video ca nhạc                                           |                                                         |
| 2.                                                      | "Without Me"                                            | Karaoke                                                 |                                                         |
| 3.                                                      | "Without Me"                                            | Hậu trường                                              |                                                         |
| 4.                                                      | "Eminem Talk"                                           | Phỏng vấn                                               |                                                         |

Ghi chú
- ^[a]  nghĩa là đồng sản xuất
- ^[b]  nghĩa là sản xuất bổ sung
- Những phiên bản sạch ban đầu của album thay thế "Drips" bằng bốn giây im lặng. Những phiên bản sạch về sau có phiên bản đã chỉnh sửa của bài hát.
- Một phiên bản kiểm duyệt khác của album không cho phép giữ nguyên những từ như "goddamn", "prick", "bastard", "piss", "bitch", "ass", "shit" và "fuck".
- "Curtain Close (skit)" do Ken Kaniff thể hiện, người Eminem thủ vai ở cuối album trước khi tiếp tục với nhân cách này trong Relapse vào năm 2009, như phần ghi chú trong tập sách album.

## Xếp hạng
| Bảng xếp hạng (2002–2003)                | Vị trí cao nhất |
| ---------------------------------------- | --------------- |
| Album Úc (ARIA)                          | 1               |
| Album Úc Hip-Hop/R&B (ARIA)              | 1               |
| Album Áo (Ö3 Austria)                    | 1               |
| Album Bỉ (Ultratop Vlaanderen)           | 1               |
| Album Bỉ (Ultratop Wallonie)             | 3               |
| Album Canada (Billboard)                 | 1               |
| Album Canada R&B (Nielsen SoundScan)     | 1               |
| Album Đan Mạch (Hitlisten)               | 2               |
| Album Hà Lan (Album Top 100)             | 1               |
| Album Châu Âu (Billboard)                | 1               |
| Album Phần Lan (Suomen virallinen lista) | 1               |
| Album Pháp (SNEP)                        | 2               |
| Album Đức (Offizielle Top 100)           | 1               |
| Album Hy Lạp (IFPI)                      | 1               |
| Album Hungaria (MAHASZ)                  | 2               |
| Album Ireland (IRMA)                     | 1               |
| Album Ý (FIMI)                           | 1               |
| Album Nhật Bản (Oricon)                  | 3               |
| Album Malaysia (RIM)                     | 5               |
| Album New Zealand (RMNZ)                 | 1               |
| Album Na Uy (VG-lista)                   | 1               |
| Album Ba Lan (ZPAV)                      | 2               |
| Album Bồ Đào Nha (AFP)                   | 3               |
| Album Scotland (OCC)                     | 1               |
| Album Singapore (RIAS)                   | 3               |
| Album Nam Phi (RISA)                     | 1               |
| Album Tây Ban Nha (PROMUSICAE)           | 4               |
| Album Thụy Điển (Sverigetopplistan)      | 1               |
| Album Thụy Sĩ (Schweizer Hitparade)      | 1               |
| Album Anh Quốc (OCC)                     | 1               |
| Album Anh Quốc R&B (OCC)                 | 1               |
| Album Hoa Kỳ Billboard 200               | 1               |
| Album Hoa Kỳ Top R&B/Hip-Hop (Billboard) | 1               |
| Bảng xếp hạng (2013)                     | Vị trí cao nhất |
| Album Hoa Kỳ Top Catalog (Billboard)     | 2               |
| Bảng xếp hạng (2017)                     | Vị trí cao nhất |
| Album Hoa Kỳ Top Rap (Billboard)         | 14              |

| Bảng xếp hạng (2002)                         | Vị trí |
| -------------------------------------------- | ------ |
| Album Úc (ARIA)                              | 1      |
| Album Úc Hip-Hop/R&B (ARIA)                  | 1      |
| Album Áo (Ö3 Austria)                        | 5      |
| Album Bỉ (Ultratop Flanders)                 | 3      |
| Album Bỉ Alternative (Ultratop Flanders)     | 1      |
| Album Bỉ (Ultratop Wallonia)                 | 6      |
| Album Canada (Nielsen SoundScan)             | 2      |
| Album Canada Alternative (Nielsen SoundScan) | 1      |
| Album Canada R&B (Nielsen SoundScan)         | 1      |
| Album Canada Rap (Nielsen SoundScan)         | 1      |
| Album Đan Mạch (Hitlisten)                   | 5      |
| Album Hà Lan (Album Top 100)                 | 6      |
| Album Châu Âu (Music & Media)                | 4      |
| Album Phần Lan (Suomen virallinen lista)     | 4      |
| Album Pháp (SNEP)                            | 13     |
| Album Đức (Offizielle Top 100)               | 6      |
| Album Ireland (IRMA)                         | 7      |
| Album Ý (FIMI)                               | 16     |
| Album Nhật Bản (Oricon)                      | 96     |
| Album New Zealand (RMNZ)                     | 3      |
| Album Tây Ban Nha Quốc tế (AFYPE)            | 9      |
| Album Thụy Điển (Sverigetopplistan)          | 4      |
| Album Thụy Điển Tổng hợp (Sverigetopplistan) | 4      |
| Album Thụy Sĩ (Schweizer Hitparade)          | 5      |
| Album Anh Quốc (OCC)                         | 7      |
| Hoa Kỳ Billboard 200                         | 1      |
| Hoa Kỳ Top R&B/Hip-Hop Albums (Billboard)    | 1      |
| Album Toàn cầu (IFPI)                        | 1      |
| Bảng xếp hạng (2003)                         | Vị trí |
| Album Úc (ARIA)                              | 6      |
| Album Úc Hip-Hop/R&B (ARIA)                  | 1      |
| Album Áo (Ö3 Austria)                        | 21     |
| Album Bỉ (Ultratop Flanders)                 | 23     |
| Album Bỉ Alternative (Ultratop Flanders)     | 9      |
| Album Bỉ (Ultratop Wallonia)                 | 27     |
| Album Đan Mạch (Hitlisten)                   | 32     |
| Album Hà Lan (Album Top 100)                 | 33     |
| Album Châu Âu (Billboard)                    | 9      |
| Album Phần Lan (Suomen virallinen lista)     | 28     |
| Album Pháp (SNEP)                            | 35     |
| Album Đức (Offizielle Top 100)               | 15     |
| Album Hungaria (MAHASZ)                      | 43     |
| Album Ireland (IRMA)                         | 20     |
| Album Ý (FIMI)                               | 40     |
| Album Nhật Bản (Oricon)                      | 99     |
| Album New Zealand (RMNZ)                     | 15     |
| Album Thụy Điển (Sverigetopplistan)          | 41     |
| Album Thụy Điển Tổng hợp (Sverigetopplistan) | 55     |
| Album Thụy Sĩ (Schweizer Hitparade)          | 34     |
| Album Anh Quốc (OCC)                         | 39     |
| Hoa Kỳ Billboard 200                         | 14     |
| Hoa Kỳ Top R&B/Hip-Hop Albums (Billboard)    | 16     |
| Album Toàn cầu (IFPI)                        | 20     |

| Bảng xếp hạng (2004)                      | Vị trí |
| ----------------------------------------- | ------ |
| Album Úc Hip-Hop/R&B (ARIA)               | 28     |
| Album Pháp (SNEP)                         | 176    |
| Bảng xếp hạng (2010)                      | Vị trí |
| Album Úc Hip-Hop/R&B (ARIA)               | 31     |
| Bảng xếp hạng (2011)                      | Vị trí |
| Album Úc Hip-Hop/R&B (ARIA)               | 29     |
| Bảng xếp hạng (2013)                      | Vị trí |
| Album Úc Hip-Hop/R&B (ARIA)               | 37     |
| Hoa Kỳ Catalog Albums (Billboard)         | 27     |
| Bảng xếp hạng (2014)                      | Vị trí |
| Album Úc Hip-Hop/R&B (ARIA)               | 32     |
| Hoa Kỳ Billboard 200                      | 120    |
| Hoa Kỳ Catalog Albums (Billboard)         | 9      |
| Bảng xếp hạng (2015)                      | Vị trí |
| Album Úc Hip-Hop/R&B (ARIA)               | 22     |
| Hoa Kỳ Billboard 200                      | 99     |
| Hoa Kỳ Catalog Albums (Billboard)         | 17     |
| Bảng xếp hạng (2016)                      | Vị trí |
| Album Úc Hip-Hop/R&B (ARIA)               | 19     |
| Hoa Kỳ Billboard 200                      | 84     |
| Hoa Kỳ Catalog Albums (Billboard)         | 33     |
| Bảng xếp hạng (2017)                      | Vị trí |
| Album Úc Hip-Hop/R&B (ARIA)               | 17     |
| Hoa Kỳ Billboard 200                      | 75     |
| Hoa Kỳ Catalog Albums (Billboard)         | 11     |
| Hoa Kỳ Top R&B/Hip-Hop Albums (Billboard) | 49     |
| Bảng xếp hạng (2018)                      | Vị trí |
| Album Úc Hip-Hop/R&B (ARIA)               | 31     |
| Album Đan Mạch (Hitlisten)                | 88     |
| Bảng xếp hạng (2019)                      | Vị trí |
| Album Úc Hip-Hop/R&B (ARIA)               | 22     |
| Album Đan Mạch (Hitlisten)                | 90     |
| Bảng xếp hạng (2020)                      | Vị trí |
| Album Úc Hip-Hop/R&B (ARIA)               | 32     |
| Album Bỉ (Ultratop Flanders)              | 186    |
| Hoa Kỳ Billboard 200                      | 162    |
| Hoa Kỳ Catalog Albums (Billboard)         | 32     |
| Bảng xếp hạng (2021)                      | Vị trí |
| Album Úc (ARIA)                           | 88     |
| Album Úc Hip-Hop/R&B (ARIA)               | 26     |
| Album Bỉ (Ultratop Flanders)              | 167    |
| Album Đan Mạch (Hitlisten)                | 96     |
| Bảng xếp hạng (2022)                      | Vị trí |
| Album Úc (ARIA)                           | 51     |
| Album Úc Hip-Hop/R&B (ARIA)               | 11     |
| Album Bỉ (Ultratop Flanders)              | 75     |
| Album Bỉ (Ultratop Wallonia)              | 155    |
| Album Đan Mạch (Hitlisten)                | 52     |
| Album Hà Lan (Album Top 100)              | 44     |
| Album Iceland (Tónlistinn)                | 98     |
| Album Lithuania (AGATA)                   | 41     |
| Album New Zealand (RMNZ)                  | 28     |
| Album Thụy Điển (Sverigetopplistan)       | 79     |
| Hoa Kỳ Billboard 200                      | 166    |
| Bảng xếp hạng (2023)                      | Vị trí |
| Album Úc (ARIA)                           | 49     |
| Album Úc Hip-Hop/R&B (ARIA)               | 10     |
| Album Áo (Ö3 Austria)                     | 30     |
| Album Bỉ (Ultratop Flanders)              | 50     |
| Album Bỉ (Ultratop Wallonia)              | 85     |
| Album Canada (Billboard)                  | 47     |
| Album Đan Mạch (Hitlisten)                | 58     |
| Album Hà Lan (Album Top 100)              | 47     |
| Album Đức (Offizielle Top 100)            | 52     |
| Album Hungaria (MAHASZ)                   | 63     |
| Album New Zealand (RMNZ)                  | 37     |
| Album Ba Lan (ZPAV)                       | 96     |
| Album Thụy Điển (Sverigetopplistan)       | 69     |
| Album Thụy Sĩ (Schweizer Hitparade)       | 57     |
| Album Anh Quốc (OCC)                      | 76     |
| Bảng xếp hạng (2024)                      | Vị trí |
| Album Úc (ARIA)                           | 63     |
| Album Úc Hip-Hop/R&B (ARIA)               | 16     |
| Album Bỉ (Ultratop Flanders)              | 58     |
| Album Bỉ (Ultratop Wallonia)              | 91     |
| Album Đan Mạch (Hitlisten)                | 83     |
| Album Hà Lan (Album Top 100)              | 59     |
| Album Đức (Offizielle Top 100)            | 30     |
| Album Hungaria (MAHASZ)                   | 54     |
| Album Thụy Sĩ (Schweizer Hitparade)       | 64     |
| Album Anh Quốc (OCC)                      | 92     |

| Bảng xếp hạng (2000–2009)                 | Vị trí |
| ----------------------------------------- | ------ |
| Album Úc (ARIA)                           | 10     |
| Album Áo (Ö3 Austria)                     | 30     |
| Album Hà Lan (Album Top 100)              | 71     |
| Album Anh Quốc (OCC)                      | 61     |
| Hoa Kỳ Billboard 200                      | 3      |
| Hoa Kỳ Top Hip-Hop/R&B Albums (Billboard) | 7      |

| Bảng xếp hạng                             | Vị trí |
| ----------------------------------------- | ------ |
| Hoa Kỳ Billboard 200                      | 56     |
| Hoa Kỳ Top R&B/Hip-Hop Albums (Billboard) | 24     |

## Chứng nhận
| Quốc gia | Chứng nhận   | Số đơn vị/doanh số chứng nhận |
| --- | ------------ | ----------------------------- |
| Argentina (CAPIF) | Bạch kim     | 40.000^                       |
| Úc (ARIA) | 18× Bạch kim | 1.260.000‡                    |
| Áo (IFPI Áo) | 2× Bạch kim  | 60.000*                       |
| Bỉ (BEA) | Bạch kim     | 50.000*                       |
| Brasil (Pro-Música Brasil) | Vàng         | 50.000*                       |
| Canada (Music Canada) | Kim cương    | 1.000.000^                    |
| Croatia (HDU) | Vàng         | 3,000^                        |
| Đan Mạch (IFPI Đan Mạch) | 9× Bạch kim  | 180.000‡                      |
| Phần Lan (Musiikkituottajat) | 2× Bạch kim  | 62,212                        |
| Pháp (SNEP) | 2× Bạch kim  | 600.000*                      |
| Đức (BVMI) | 3× Bạch kim  | 1.500.000‡                    |
| Hy Lạp (IFPI Hy Lạp) | Bạch kim     | 30.000^                       |
| Hungary (Mahasz) | 2× Bạch kim  | 40.000^                       |
| Ý (FIMI) doanh số 2002-2003 | —            | 250,000                       |
| Ý (FIMI) doanh số từ 2009 | 2× Bạch kim  | 100.000‡                      |
| Nhật Bản (RIAJ) | 3× Bạch kim  | 600.000^                      |
| México (AMPROFON) | Vàng         | 75.000^                       |
| Hà Lan (NVPI) | Bạch kim     | 80.000^                       |
| New Zealand (RMNZ) | 9× Bạch kim  | 135.000^                      |
| Na Uy (IFPI) | Bạch kim     | 112,000                       |
| Ba Lan (ZPAV) | Vàng         | 35.000*                       |
| Bồ Đào Nha (AFP) | Bạch kim     | 40.000^                       |
| Singapore (RIAS) | Vàng         | 5.000*                        |
| Nam Phi (RISA) | 2× Bạch kim  | 100.000*                      |
| Hàn Quốc (KMCA) | —            | 202,390                       |
| Tây Ban Nha (PROMUSICAE) | 2× Bạch kim  | 200.000^                      |
| Thụy Điển (GLF) | 2× Bạch kim  | 120.000^                      |
| Thụy Sĩ (IFPI) | 3× Bạch kim  | 120.000^                      |
| Anh Quốc (BPI) | 7× Bạch kim  | 2.100.000‡                    |
| Hoa Kỳ (RIAA) | 12× Bạch kim | 12.000.000‡                   |
| Tổng hợp |              |                               |
| Châu Âu (IFPI) | 5× Bạch kim  | 5.000.000*                    |
| Toàn cầu | —            | 27,000,000                    |
| * Chứng nhận dựa theo doanh số tiêu thụ. ^ Chứng nhận dựa theo doanh số nhập hàng. ‡ Chứng nhận dựa theo doanh số tiêu thụ và phát trực tuyến. |              |                               |